# Cemal Bajá
Ahmed Cemal (también escrito como Ahmed o Ahmet Djemal) (6 de mayo de 1872-21 de julio de 1922) fue uno de los tres pashas que detentaron el poder en el Imperio otomano durante la Primera Guerra Mundial, siendo los otros İsmail Enver y Talat Bajá.

## Primeros años
Cemal nació en la isla griega de Lesbos (entonces bajo dominio turco), hijo del farmacéutico militar Mehmet Nesip Bey. En 1890 se graduó en el Instituto Militar Kuleli y tres años después lo hizo en la Academia Militar de Constantinopla (hoy Estambul). En los años siguientes sirvió en el Ministerio de Asuntos Militares y en el Departamento de Construcción de Fortificaciones, hasta que fue asignado al Segundo Cuerpo del Ejército en 1896. En 1898 se convirtió en comandante de la División Novicia de Salónica.
Durante este tiempo Cemal comenzó a simpatizar con las reformas militares propuestas por el Comité de Unión y Progreso (CUP), los llamados "Jóvenes Turcos". Tras servir como inspector general de ferrocarriles en Rumelia (Bulgaria meridional) en 1905 y unirse a la Sociedad Libertaria Otomana en 1906, fue transferido al cuerpo más importante del ejército otomano, el Tercer Ejército, donde trabajó junto a Fethi Okyar y Mustafá Kemal entre otros. A partir de 1908 se convirtió en uno de los administrativos más importantes del Imperio, puesto que mantendría durante los diez años siguientes.

## Guerra en los Balcanes
Cemal fue nombrado gobernador de Bagdad en 1911, pero renunció a este puesto tan pronto como estalló la primera guerra de los Balcanes, un año después, y marchó para servir en el frente. Fue en este destino donde, en octubre de 1912 fue ascendido a coronel. La campaña fue un desastre para los otomanos, que habían escapado muy debilitados de la reciente guerra contra Italia y no pudieron evitar la pérdida de Albania, Macedonia y toda Tracia con las únicas excepciones de Galípoli y la propia Constantinopla. El tratado de paz que se le hizo firmar entonces al sultán Mehmed V (y que había sido decididamente impulsado por las grandes potencias europeas) era tan desfavorable para los turcos que Cemal montó en cólera, denunciándolo públicamente y convirtiéndose a partir de entonces en una de las principales voces de los Jóvenes Turcos. El 23 de enero de 1913 se produjo un golpe de Estado a cargo del CUP en el que Cemal tuvo un importante papel. Acto seguido, el nuevo gobierno de İsmail Enver le nombró comandante del 1.er Ejército que defendía Estambul y ministro de Marina.
Por suerte para los otomanos, las ganancias obtenidas por la Liga Balcánica fueron demasiado generosas como para evitar que surgieran violentas disputas entre las naciones vencedoras por el reparto de las mismas, por lo que estas se declararon la guerra unas a otras en junio de ese mismo año. Gracias al caos resultante, las fuerzas turcas (entre las que volvía a estar Ahmed Cemal) recuperaron la estratégica ciudad de Edirne y una importante parte de Tracia sin perder un solo soldado en combate (si bien muchos murieron víctimas de una epidemia de cólera). Como consecuencia de la recuperación de territorios en la segunda contienda, el CUP reforzó su dominio del Gobierno, una de cuyas figuras más destacadas era Cemal.

## Primera Guerra Mundial

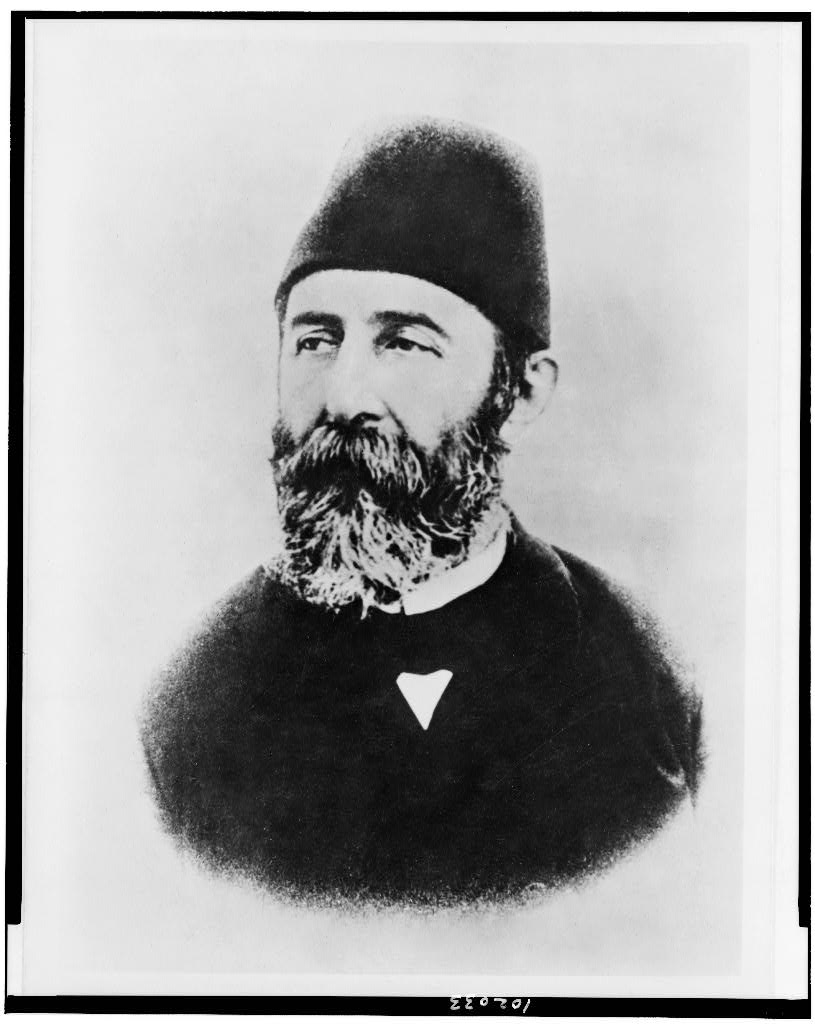
Retrato de Cemal Pachá en sus últimos años.

Europa se dividió en dos grandes bloques durante 1914, resultando claro que enseguida se produciría una guerra de grandes proporciones en el continente. En esta situación, Ahmed Cemal propuso una alianza entre el Imperio Otomano y la potencia que él juzgaba más poderosa en ese momento, la III República Francesa. Sin embargo, los franceses rechazaron en seguida tal propuesta y Cemal se vio obligado a secundar la opción elegida por Enver y Talat, estrechar lazos con Alemania. Los alemanes también rechazaron la idea en un principio pero en general se mostraron más receptivos que los franceses e incluso enviaron a Turquía un grupo de militares mandados por el general Otto Liman von Sanders para que ayudaran a los turcos en la modernización de sus fuerzas armadas. Al poco de declararse la Primera Guerra Mundial los otomanos entraron en el conflicto cooperando con los alemanes en el bombardeo de la ciudad ucraniana de Odesa, acto que obtuvo como respuesta una declaración de guerra por parte de los aliados.

### En Siria
En mayo de 1915 Cemal fue transferido a Siria, donde se le otorgaron plenos poderes civiles y militares (todas las órdenes que llegaban procedentes de Estambul, de hecho, debían ser revisadas y aprobadas por él mismo antes de ponerse en práctica). La primera decisión que tomó en este destino fue la de organizar una ofensiva contra las tropas británicas en el Canal de Suez, pero tanto esta como la que la siguió después no dieron resultados. Los fracasos militares, ayudados por la coincidencia con algunas catástrofes naturales en la región y las actividades de Lawrence de Arabia acabaron por alinear a una parte de la población en contra del gobierno otomano, dando origen así a la Rebelión Árabe.
A finales de 1915 el propio Cemal comenzó negociar la paz con los aliados sin informar a Constantinopla, pues él ya daba la guerra por perdida. Llegó a proponer incluso que él mismo daría un nuevo golpe de Estado y se convertiría en el único pachá del Imperio, un pachá que siempre sería amigable con Francia, Gran Bretaña y Rusia. Sin embargo, el Reino unido ya había decidido que convertiría Mesopotamia y Palestina en nuevas colonias para su Imperio y se negó a finalizar las hostilidades.
Cemal instituyó un estricto control de Siria desde que supiera de la Rebelión Árabe en la primavera de 1915 y a partir de 1916 él mismo comandó algunas acciones contra esta. También ordenó que los consulados franceses en Beirut y Damasco fueran asaltados y registrados en busca de documentos secretos sobre la guerra en general y los rebeldes árabes en particular. Gracias a estos registros pudo conocer evidencias fidedigans de estas actividades y el nombre de varios árabes que cooperaban con el enemigo, a los que acusó de ser los principales causantes de sus fallos militares. Los conspiradores fueron entonces arrestados y juzgados por tribunales militares, los cuales dictaminaron diversos castigos para ellos.
A finales de 1917 se intensificaron las victorias de los británicos bajo el mando de Edmund Allenby y Cemal decidió dimitir de su puesto como comandante del Cuarto Ejército acampado en Damasco, regresando a Constantinopla. Allí participó en el último congreso del CUP y se unió formó parte de la Administración Central hasta la dimisión del gabinete de Talat Pachá, el 2 de noviembre de 1918. Tras esto huyó a Alemania y luego a Suiza junto con un buen número de antiguos miembros del partido y el gobierno.

## Exilio y muerte
Tras huir del país, Ahmed Cemal fue acusado de persecución contra súbditos árabes del Imperio Otomano y condenado a muerte por un tribunal militar in absentia. Nunca regresó a Turquía. Tras una breve estancia en Suiza marchó a Asia Central, donde trabajó en la modernización del ejército de Afganistán, y luego al Cáucaso, donde trató de ayudar a los pueblos no-rusos que luchaban por la creación de sus propios estados nacionales independientes y se resistían a ser integrados en la naciente Unión Soviética. El 21 de julio de 1922 fue asesinado en Tiflis (Georgia) junto a su secretario por el armenio Stepan Dzaghigian, que le acusaba de estar involucrado en el genocidio de su pueblo. Su cuerpo fue trasladado a Erzurum, al oeste de Turquía y sepultado allí, donde actualmente reposan sus restos.
Su nieto Hasan Cemal es actualmente un conocido escritor y periodista en Turquía.